# 坂口忠次
坂口 忠次（さかぐち ちゅうじ、1890年12月3日 - 没年不詳）は、日本の鉄道官僚、実業家。

## 経歴
坂口貫太郎の長男として福岡市東中洲町に生まれる。1910年福岡県立中学修猷館、1914年7月第一高等学校英法科を経て、1917年7月東京帝国大学法科大学政治学科を卒業。高等文官試験行政科に合格する。
鉄道院に入省し、鉄道省事務官兼参事官、鉄道大臣秘書官を務め、欧米各国に留学後、鉄道局参事となり、仙台鉄道局庶務課長、鉄道省監督局業務課長・総務課長、大臣官房人事課長、広島鉄道局長、東京鉄道局長、鉄道監督官を歴任し、1940年退官する。その後、西武鉄道(旧)社長を務めた。